# Станіслав Кот
Станіслав Кот (пол. Stanisław Kot; 22 листопада 1885, ? — 26 грудня 1975, Лондон
) — польський історик культури, громадський діяч, політик. Професор (1920), почесний доктор Оксфордського університету (1942).

## Життєпис
Народився в Руді (біля Ропчиців, нині в Польщі). Навчався у Львівському університеті (1904–09).
Редактор часопису «Promień», 1908–10 — голова Львівського округу Товариства народних університетів імені Адама Міцкевича. 1912–14 проводив наукові дослідження в Парижі за дорученням краківської Академії знань. Під час Першої світової війни працював у військовому департаменті Головного національного комітету. Від 1919 — науковий керівник i редактор серії «Національна бібліотека» (пол. Biblioteka Narodowa). 1920 року отримав звання габілітованого професора і був призначений на кафедру історії культури Краківського Університету. Протягом 1921—1939 років редагував часопис «Reformacja w Polsce». Цього ж року став членом-кореспондентом Польської академії знань, з 1928 — її дійсний член. Від 1930 року — член Наукового товариства у Львові. Досліджував культуру Ренесансу, висвітлив творчий внесок польських діячів у розвиток Реформації, зокрема аріанського руху. Упорядкував хрестоматію джерел для вивчення історії у школах. Друкував статті з історії педагогічної думки і шкільництва. За участь у протесті проти ув'язнення опозиційних політичних діячів i проти ухвалення закону, який обмежив самоуправління вищих шкіл, змушений був 1934 року вийти на пенсію. 1935 року викладав у Колеж де Франс (переважно історію польського apiaнствa), 1936–39 — член виконавчого комітету Селянської партії (пол. Stronictwo Ludowe). Від грудня 1939 — міністр внутрішніх справ польського еміграційного уряду B.-Е. Сікорського[кого?] в Парижі. 1941–42 — посол польського еміграційного уряду в Москві. 1942–43 — державний міністр польського уряду i його представник на Близькому Сході, де тоді перебувала значна частина Збройних Сил Польщі. 1943–44 — міністр інформації. Після Другої світової війни повернувся до Польщі з C. Миколайчиком[ким?], співпрацював з Тимчасовим урядом національної єдності й був призначений послом у Римі. Після загострення репресій приєднався до політиків, пов'язаних з лондонським урядом, відмовився співпрацювати з варшавським режимом i залишився на еміграції, проживав у Парижі та Лондоні. Займався літературною творчістю. Вивчав історію українсько-польських відносин, зокрема обставини укладання Гадяцького договору 1658 року і діяльність Юрія Немирича. З 1955 року очолював Головну раду Польської селянської партії.
Помер у Лондоні.